# Nagybaracska
Nagybaracska este un sat în districtul Baja, județul Bács-Kiskun, Ungaria, având o populație de 2.321 de locuitori (2011). 

## Demografie
Componența etnică a satului Nagybaracska
     Maghiari (92,46%)
     Romi (5,43%)
     Necunoscut (0,22%)
     Alții (1,89%)
Componența confesională a satului Nagybaracska
     Romano-catolici (76,09%)
     Fără religie (4,44%)
     Reformați (1,72%)
     Necunoscută (17,19%)
     Alte religii (1,55%)
Conform recensământului din 2011, satul Nagybaracska avea 2.321 de locuitori. Din punct de vedere etnic, majoritatea locuitorilor (92,46%) erau maghiari, cu o minoritate de romi (5,43%). Apartenența etnică nu este cunoscută în cazul a 0,22% din locuitori.  Din punct de vedere confesional, majoritatea locuitorilor (76,09%) erau romano-catolici, existând și minorități de persoane fără religie (4,44%) și reformați (1,72%). Pentru 17,19% din locuitori nu este cunoscută apartenența confesională.